# Beatyfikowani i kanonizowani przez Jana Pawła II
Beatyfikowani i kanonizowani przez Jana Pawła II – święci i błogosławieni wyniesieni na ołtarze w czasie pontyfikatu Jana Pawła II.
Papież Jan Paweł II dokonał 153 beatyfikacji, ogłaszając 1343 błogosławionych, w tym dwóch swoich poprzedników Piusa IX i Jana XXIII oraz 52 kanonizacji, ogłaszając 482 świętych.
Poniższe tabele przedstawia listę osób beatyfikowanych/kanonizowanych przez Jana Pawła II w poszczególnych latach.

## I rok pontyfikatu[a]
| Wyniesieni na ołtarze   | Data beatyfikacji                               | Data kanonizacji                                |
| ----------------------- | ----------------------------------------------- | ----------------------------------------------- |
| Małgorzata Ebner        | 24 lutego 1979(dts) (przez zatwierdzenie kultu) | —                                               |
| Jakub Laval             | 29 kwietnia 1979(dts)                           | —                                               |
| Franciszek Coll         | 29 kwietnia 1979(dts)                           | 11 października 2009(dts) (przez Benedykta XVI) |
| Jadwiga Andegaweńska    | 31 maja 1979(dts) (przez zatwierdzenie kultu)   | 8 czerwca 1997(dts)                             |
| Henryk de Ossó Cervelló | 14 października 1979(dts)                       | 16 marca 1993(dts)                              |

## II rok pontyfikatu[b]
| Wyniesieni na ołtarz            | Data beatyfikacji    | Data kanonizacji                                |
| ------------------------------- | -------------------- | ----------------------------------------------- |
| Franciszek de Montmorency Laval | 22 czerwca 1980(dts) | 3 kwietnia 2014(dts) (przez Franciszka)         |
| Józef Anchieta                  | 22 czerwca 1980(dts) | 3 kwietnia 2014(dts) (przez Franciszka)         |
| Katarzyna Tekakwitha            | 22 czerwca 1980(dts) | 21 października 2012(dts) (przez Benedykta XVI) |
| Maria Guyart-Martin             | 22 czerwca 1980(dts) | 3 kwietnia 2014(dts) (przez Franciszka)         |

## III rok pontyfikatu[d]
| Wyniesieni na ołtarze                      | Data beatyfikacji         | Data kanonizacji          |
| ------------------------------------------ | ------------------------- | ------------------------- |
| Bartłomiej Longo                           | 26 października 1980(dts) |                           |
| Alojzy Orione                              | 26 października 1980(dts) | 16 maja 2004(dts)         |
| Dominik Ibáñez de Erquicia i 15 towarzyszy | 18 lutego 1981(dts)       | 18 października 1987(dts) |
| Alan de Solminhac                          | 4 października 1981(dts)  | —                         |
| Klaudyna Thévenet                          | 4 października 1981(dts)  | 21 marca 1993(dts)        |
| Alojzy Scrosoppi                           | 4 października 1981(dts)  | 10 czerwca 2001(dts)      |
| Maria Repetto                              | 4 października 1981(dts)  | —                         |
| Ryszard Pampuri                            | 4 października 1981(dts)  | 1 listopada 1989(dts)     |

## IV rok pontyfikatu[e]
| Wyniesieni na ołtarze         | Data beatyfikacji                          | Data kanonizacji                                |
| ----------------------------- | ------------------------------------------ | ----------------------------------------------- |
| Andrzej Bessette              | 23 maja 1982(dts)                          | 17 października 2010(dts) (przez Benedykta XVI) |
| Anne Marie Rivier             | 23 maja 1982(dts)                          | 15 maja 2022(dts) (przez Franciszka)            |
| Maria Aniela Astorch          | 23 maja 1982(dts)                          | —                                               |
| Maria Róża Durocher           | 23 maja 1982(dts)                          | —                                               |
| Kryspin Fioretti              | 7 września 1806(dts) (przez Piusa VII)     | 20 czerwca 1982(dts)                            |
| Fra Angelico                  | 3 października 1982(dts)                   | —                                               |
| Joanna Jugan                  | 3 października 1982(dts)                   | 11 października 2009(dts) (przez Benedykta XVI) |
| Salwator Lilli i 7 towarzyszy | 3 października 1982(dts)                   | —                                               |
| Maksymilian Maria Kolbe       | 17 października 1971(dts) (przez Pawła VI) | 10 października 1982(dts)                       |

## V rok pontyfikatu[f]
| Wyniesieni na ołtarze    | Data beatyfikacji                        | Data kanonizacji          |
| ------------------------ | ---------------------------------------- | ------------------------- |
| Joanna Delanoue          | 5 listopada 1947(dts) (przez Piusa XII)  | 31 października 1982(dts) |
| Małgorzata Bourgeoys     | 12 listopada 1950(dts) (przez Piusa XII) | 31 października 1982(dts) |
| Aniela od Krzyża         | 5 listopada 1982(dts)                    | 4 maja 2003(dts)          |
| Maria Gabriella Sagheddu | 25 stycznia 1983(dts)                    | —                         |
| Alojzy Versiglia         | 15 maja 1983(dts)                        | 1 października 2000(dts)  |
| Kalikst Caravario        | 15 maja 1983(dts)                        | 1 października 2000(dts)  |
| Urszula Ledóchowska      | 20 czerwca 1983(dts)                     | 18 maja 2003(dts)         |
| Brat Albert              | 22 czerwca 1983(dts)                     | 12 listopada 1989(dts)    |
| Rafał Kalinowski         | 22 czerwca 1983(dts)                     | 17 listopada 1991(dts)    |

## VI rok pontyfikatu[g]
| Wyniesieni na ołtarze                  | Data beatyfikacji                          | Data kanonizacji                             |
| -------------------------------------- | ------------------------------------------ | -------------------------------------------- |
| Leopoldo Mandić z Castelnuovo          | 2 maja 1976(dts) (przez Pawła VI)          | 16 października 1983(dts)                    |
| Dominik Iturrate Zubero                | 30 października 1983(dts)                  | —                                            |
| Jeremiasz z Wołoszczyzny (Jan Kostist) | 30 października 1983(dts)                  | —                                            |
| Jakub Cusmano                          | 30 października 1983(dts)                  | —                                            |
| Maria od Jezusa Ukrzyżowanego Baourdy  | 13 listopada 1983(dts)                     | 17 maja 2015(dts) (przez Franciszka)         |
| Jan Chrzciciel Mazzucconi              | 19 lutego 1984(dts)                        | —                                            |
| Wilhelm Repin i 98 towarzyszy          | 19 lutego 1984(dts)                        | —                                            |
| Paula Frassinetti                      | 8 marca 1930(dts) (przez Piusa XI)         | 11 marca 1984(dts)                           |
| Andrzej Kim Tae-gŏn i 102 towarzyszy   | 5 lipca 1925(dts) (przez Piusa XI)         | 6 maja 1984(dts)                             |
| Michał Febres Cordero y Muñoz          | 30 października 1977(dts) (przez Pawła VI) | 25 czerwca 1984(dts)                         |
| Maria Leonia Paradis                   | 11 września 1984(dts)                      | 20 października 2024(dts) (przez Franciszka) |
| Klemens Marchisio                      | 30 września 1984(dts)                      | —                                            |
| Fryderyk Albert                        | 30 września 1984(dts)                      | —                                            |
| Izydor De Loor                         | 30 września 1984(dts)                      | —                                            |
| Rafaela Ibarra de Villalonga           | 30 września 1984(dts)                      | —                                            |

## VII rok pontyfikatu[h]
| Wyniesieni na ołtarze                     | Data beatyfikacji        | Data kanonizacji                             |
| ----------------------------------------- | ------------------------ | -------------------------------------------- |
| Daniel Brottier                           | 25 listopada 1984(dts)   | —                                            |
| Elżbieta od Trójcy Przenajświętszej Catez | 25 listopada 1984(dts)   | 16 października 2016(dts) (przez Franciszka) |
| Józef Manyanet i Vives                    | 25 listopada 1984(dts)   | 16 maja 2004(dts)                            |
| Mercedes Molina Ayala                     | 1 lutego 1985(dts)       | —                                            |
| Ana de Monteagudo                         | 2 lutego 1985(dts)       | —                                            |
| Maria Caterina Troiani                    | 14 kwietnia 1985(dts)    | —                                            |
| Paulina von Mallinckrodt                  | 14 kwietnia 1985(dts)    | —                                            |
| Benedykt Menni                            | 23 czerwca 1985(dts)     | 21 listopada 1999(dts)                       |
| Piotr Friedhofen                          | 23 czerwca 1985(dts)     | —                                            |
| Teresa Grillo Michel                      | 6 lipca 1985(dts)        | —                                            |
| Maria Klementyna Anuarita Nengapeta       | 15 sierpnia 1985(dts)    | —                                            |
| Wirginia Centurione Bracelli              | 22 września 1985(dts)    | 18 maja 2003(dts)                            |
| Diego Luis de San Vitores                 | 6 października 1985(dts) | —                                            |
| Franciszek Gárate                         | 6 października 1985(dts) | —                                            |
| Józef Maria Rubio Peralta                 | 6 października 1985(dts) | 4 maja 2003(dts)                             |

## VIII rok pontyfikatu[i]
| Wyniesieni na ołtarze               | Data beatyfikacji                       | Data kanonizacji                                |
| ----------------------------------- | --------------------------------------- | ----------------------------------------------- |
| Tytus Brandsma                      | 3 listopada 1985(dts)                   | 15 maja 2022(dts) (przez Franciszka)            |
| Maria Teresa od Jezusa Gerhardinger | 17 listopada 1985(dts)                  | —                                               |
| Pius od św. Alojzego Campidelli     | 17 listopada 1985(dts)                  | —                                               |
| Rebeka Chobok Ar-Rajes              | 17 listopada 1985(dts)                  | 10 czerwca 2001(dts)                            |
| Alfonsa Muttathupadathu             | 8 lutego 1986(dts)                      | 12 października 2008(dts) (przez Benedykta XVI) |
| Cyriak Eliasz Chavara               | 8 lutego 1986(dts)                      | 23 listopada 2014(dts) (przez Franciszka)       |
| Franciszek Antoni Fasani            | 15 kwietnia 1951(dts) (przez Piusa XII) | 13 kwietnia 1986(dts)                           |
| Antoni Chevrier                     | 4 października 1986(dts)                | —                                               |
| Józef Maria Tomasi                  | 29 września 1803(dts) (przez Piusa VII) | 12 października 1986(dts)                       |

## IX rok pontyfikatu[j]
| Wyniesieni na ołtarze               | Data beatyfikacji         | Data kanonizacji          |
| ----------------------------------- | ------------------------- | ------------------------- |
| Teresa Maria Manetti                | 19 października 1986(dts) | —                         |
| Manuel Domingo y Sol                | 29 marca 1987(dts)        | —                         |
| Marcelo Spínola y Maestre           | 29 marca 1987(dts)        | —                         |
| Maria Pilar Martínez Garcia         | 29 marca 1987(dts)        | —                         |
| Maria Angeles Valtierra Tordesillas | 29 marca 1987(dts)        | —                         |
| Teresa García y García              | 29 marca 1987(dts)        | —                         |
| Teresa od Jezusa z Andów            | 3 kwietnia 1987(dts)      | 21 marca 1993(dts)        |
| Edyta Stein                         | 1 maja 1987(dts)          | 11 października 1998(dts) |
| Rupert Mayer                        | 3 maja 1987(dts)          | —                         |
| Andrzej Ferrari                     | 10 maja 1987(dts)         | —                         |
| Benedykta Cambiagio Frassinelli     | 10 maja 1987(dts)         | —                         |
| Ludwik Zefiryn Moreau               | 10 maja 1987(dts)         | —                         |
| Piotr Franciszek Jamet              | 10 maja 1987(dts)         | —                         |
| Karolina Kózka                      | 10 czerwca 1987(dts)      | —                         |
| Michał Kozal                        | 14 czerwca 1987(dts)      | —                         |
| Jerzy Matulewicz                    | 28 czerwca 1987(dts)      | —                         |
| Antonia Mesina                      | 4 października 1987(dts)  | —                         |
| Marceli Callo                       | 4 października 1987(dts)  | —                         |
| Pierina Morosini                    | 4 października 1987(dts)  | —                         |

## X rok pontyfikatu[k]
| Wyniesieni na ołtarze                                                             | Data beatyfikacji | Data kanonizacji                         |
| --------------------------------------------------------------------------------- | --- | ---------------------------------------- |
| Dominik Ibáñez de Erquicia i towarzysze                                           | 18 lutego 1981(dts) | 18 października 1987(dts)                |
| Józef Moscati                                                                     | 16 listopada 1975(dts) (przez Pawła VI)                                                                                         | 25 października 1987(dts)                |
| Arnold Rèche                                                                      | 1 listopada 1987(dts) | —                                        |
| Blandyna Merten                                                                   | 1 listopada 1987(dts) | —                                        |
| Ulryka Franciszka Nisch                                                           | 1 listopada 1987(dts) | —                                        |
| Osiemdziesięciu pięciu błogosławionych męczenników                                | 22 listopada 1987(dts) | —                                        |
| Józef Nascimbeni                                                                  | 17 kwietnia 1988(dts) | —                                        |
| Jan Calabria                                                                      | 17 kwietnia 1988(dts) | —                                        |
| Piotr Bonilli                                                                     | 24 kwietnia 1988(dts) | —                                        |
| Franciszek Palau y Quer                                                           | 24 kwietnia 1988(dts) | —                                        |
| Kaspar Stanggassinger                                                             | 24 kwietnia 1988(dts) | —                                        |
| Sabina Petrilli                                                                   | 24 kwietnia 1988(dts) | —                                        |
| Roch González de Santa Cruz                                                       | 28 stycznia 1934(dts) (przez Piusa XI)                                                                                          | 16 maja 1988(dts)                        |
| Alfons Rodríguez                                                                  | 28 stycznia 1934(dts) (przez Piusa XI)                                                                                          | 16 maja 1988(dts)                        |
| Jan de Castillo                                                                   | 28 stycznia 1934(dts) (przez Piusa XI)                                                                                          | 16 maja 1988(dts)                        |
| Eustochia Esmeralda Calafato                                                      | 14 lipca 1782(dts) (przez Piusa VI)                                                                                             | 11 czerwca 1988(dts)                     |
| Andrzej Trần An Dũng i 116 innych Wietnamskich Męczenników (Męczennicy z Tonkinu) | 27 maja 1900(dts) (przez Leona XIII) 20 maja 1906(dts) 2 maja 1909(dts) (przez Piusa X) 29 kwietnia 1951(dts) (przez Piusa XII) | 19 czerwca 1988(dts)                     |
| Szymon de Rojas                                                                   | 19 marca 1766(dts) (przez Klemensa XIII)                                                                                        | 3 lipca 1988(dts)                        |
| Róża Filipina Duchesne                                                            | 12 maja 1940(dts) (przez Piusa XII)                                                                                             | 3 lipca 1988(dts)                        |
| Laura Vicuña                                                                      | 3 września 1988(dts) | —                                        |
| Józef Gerard                                                                      | 15 września 1988(dts) | —                                        |
| Michał Augustyn Pro                                                               | 25 września 1988(dts) | —                                        |
| Giuseppe Benedetto Dusmet                                                         | 25 września 1988(dts) | —                                        |
| Franciszek Faà di Bruno                                                           | 25 września 1988(dts) | —                                        |
| Juniper Serra                                                                     | 25 września 1988(dts) | 23 września 2015(dts) (przez Franciszka) |
| Fryderyk Jansoone                                                                 | 25 września 1988(dts) | —                                        |
| Józefa Naval Girbès                                                               | 25 września 1988(dts) | —                                        |
| Magdalena z Canossy                                                               | 8 grudnia 1941(dts) (przez Piusa XII)                                                                                           | 2 października 1988(dts)                 |

## XI rok pontyfikatu[l]
| Wyniesieni na ołtarze                                                          | Data beatyfikacji                          | Data kanonizacji                          |
| ------------------------------------------------------------------------------ | ------------------------------------------ | ----------------------------------------- |
| Bernard Maria Silvestrelli                                                     | 16 października 1988(dts)                  | —                                         |
| Karol od św. Andrzeja Houben                                                   | 16 października 1988(dts)                  | 3 czerwca 2007(dts) (przez Benedykta XVI) |
| Honorat Koźmiński                                                              | 16 października 1988(dts)                  | —                                         |
| Niels Stensen (Nicolaus Steno)                                                 | 23 października 1988(dts)                  | —                                         |
| Liberat Weiss                                                                  | 20 listopada 1988(dts)                     | —                                         |
| Samuel Marzorati                                                               | 20 listopada 1988(dts)                     | —                                         |
| Michał Pius Fasoli                                                             | 20 listopada 1988(dts)                     | —                                         |
| Katarzyna Maria Drexel                                                         | 20 listopada 1988(dts)                     | —                                         |
| Maria Róża Molas                                                               | 8 maja 1977(dts) (przez Pawła VI)          | 11 grudnia 1988(dts)                      |
| Klelia Rachela Barbieri                                                        | 27 października 1968(dts) (przez Pawła VI) | 9 kwietnia 1989(dts)                      |
| Marcin od św. Mikołaja                                                         | 29 kwietnia 1989(dts)                      | —                                         |
| Melchior od św. Augustyna                                                      | 29 kwietnia 1989(dts)                      | —                                         |
| Maria od Pana Jezusa Dobrego Pasterza                                          | 29 kwietnia 1989(dts)                      | —                                         |
| Maria Małgorzata Caiani                                                        | 29 kwietnia 1989(dts)                      | —                                         |
| Maria Katarzyna od św. Augustyna                                               | 29 kwietnia 1989(dts)                      | —                                         |
| Wiktoria Rasoamanarivo                                                         | 30 kwietnia 1989(dts)                      | —                                         |
| Scubilionis                                                                    | 2 maja 1989(dts)                           | —                                         |
| Antoni Lucci                                                                   | 18 czerwca 1989(dts)                       | —                                         |
| Elżbieta Renzi                                                                 | 18 czerwca 1989(dts)                       | —                                         |
| Nicefor od Jezusa i Marii Díez Tejerina                                        | 1 października 1989(dts)                   | —                                         |
| Wawrzyniec Salvi                                                               | 1 października 1989(dts)                   | —                                         |
| Gertruda Comensoli                                                             | 1 października 1989(dts)                   | —                                         |
| Franciszka Anna Cirer Carbonell                                                | 1 października 1989(dts)                   | —                                         |
| Nicefor od Jezusa i Marii Díez Tejerina i 25 towarzyszy (męczennicy z Daimiel) | 1 października 1989(dts)                   | —                                         |

## XII rok pontyfikatu[m]
| Wyniesieni na ołtarze          | Data beatyfikacji                          | Data kanonizacji                             |
| ------------------------------ | ------------------------------------------ | -------------------------------------------- |
| Tymoteusz Giaccardo            | 22 października 1989(dts)                  | —                                            |
| Maria od Jezusa Deluil-Martiny | 22 października 1989(dts)                  | —                                            |
| Męczennicy z Tajlandii         | 22 października 1989(dts)                  | —                                            |
| Józef Baldo                    | 31 października 1989(dts)                  | —                                            |
| Kasper Bertoni                 | 1 listopada 1975(dts) (przez Pawła VI)     | 1 listopada 1989(dts)                        |
| Ryszard Pampuri                | 4 października 1981(dts)                   | 1 listopada 1989(dts)                        |
| Agnieszka Przemyślidka         | 2 grudnia 1874(dts) (przez Piusa IX)       | 12 listopada 1989(dts)                       |
| Albert Chmielowski             | 22 czerwca 1983(dts)                       | 12 listopada 1989(dts)                       |
| Muciano María Wiaux            | 30 października 1977(dts) (przez Pawła VI) | 10 grudnia 1989(dts)                         |
| María Mercedes Prat            | 29 kwietnia 1990(dts)                      | —                                            |
| Filip Rinaldi                  | 29 kwietnia 1990(dts)                      | —                                            |
| 9 Męczenników z Astorii        | 29 kwietnia 1990(dts)                      | 21 listopada 1999(dts)                       |
| Męczennicy z Tlaxcala          | 6 maja 1990(dts)                           | 15 października 2017(dts) (przez Franciszka) |
| Józef Maria de Yermo y Parres  | 6 maja 1990(dts)                           | 21 sierpnia 2000(dts)                        |
| Juan Diego                     | 6 maja 1990(dts)                           | 31 lipca 2002(dts)                           |
| Piotr Jerzy Frassati           | 20 maja 1990(dts)                          |                                              |
| Józef Allamano                 | 7 października 1990(dts)                   | 20 października 2024(dts) (przez Franciszka) |
| Hannibal Maria Di Francia      | 7 października 1990(dts)                   | 16 maja 2004(dts)                            |

## XIII rok pontyfikatu[n]
| Wyniesieni na ołtarze                     | Data beatyfikacji                   | Data kanonizacji    |
| ----------------------------------------- | ----------------------------------- | ------------------- |
| Elżbieta Vendramini                       | 4 listopada 1990(dts)               | —                   |
| Ludwika Teresa de Montaignac de Chauvance | 4 listopada 1990(dts)               | —                   |
| Maria Schininà                            | 4 listopada 1990(dts)               | —                   |
| Marta Le Bouteiller                       | 4 listopada 1990(dts)               | —                   |
| Maria Małgorzata d’Youville               | 3 maja 1959(dts) (przez Jana XXIII) | 9 grudnia 1990(dts) |
| Annunciata Cocchetti                      | 21 kwietnia 1991(dts)               | —                   |
| Maria Teresa Haze                         | 21 kwietnia 1991(dts)               | —                   |
| Klara Bosatta                             | 21 kwietnia 1991(dts)               | —                   |
| Józef Sebastian Pelczar                   | 2 czerwca 1991(dts)                 | 18 maja 2003(dts)   |
| Bolesława Lament                          | 5 czerwca 1991(dts)                 | —                   |
| Rafał Chyliński                           | 9 czerwca 1991(dts)                 | —                   |
| Edward Józef Rosaz                        | 14 lipca 1991(dts)                  | —                   |
| Aniela Salawa                             | 13 sierpnia 1991(dts)               | —                   |

## XIV rok pontyfikatu[o]
| Wyniesieni na ołtarze            | Data beatyfikacji                     | Data kanonizacji                             |
| -------------------------------- | ------------------------------------- | -------------------------------------------- |
| Paulina od Serca Jezusa          | 18 października 1991(dts)             | 19 maja 2002(dts)                            |
| Adolf Kolping                    | 27 października 1991(dts)             | —                                            |
| Rafał Kalinowski                 | 22 czerwca 1983(dts)                  | 17 listopada 1991(dts)                       |
| Josemaría Escrivá de Balaguer    | 17 maja 1992(dts)                     | 6 października 2002(dts)                     |
| Józefina Bakhita                 | 17 maja 1992(dts)                     | 1 października 2000(dts)                     |
| Klaudiusz de la Colombière       | 16 czerwca 1929(dts) (przez Piusa XI) | 31 maja 1992(dts)                            |
| Franciszek Spinelli              | 21 czerwca 1992(dts)                  | 14 października 2018(dts) (przez Franciszka) |
| Leonia Franciszka Aviat          | 27 września 1992(dts)                 | 25 listopada 2001(dts)                       |
| Nazaria Ignacia March Mesa       | 27 września 1992(dts)                 | 14 października 2018(dts) (przez Franciszka) |
| Maria Józefa od Serca Jezusowego | 27 września 1992(dts)                 | 1 października 2000(dts)                     |
| Dermot O’Hurley i 16 towarzyszy  | 27 września 1992(dts)                 | —                                            |
| Ezechiel Moreno                  | 1 listopada 1975(dts)                 | 11 października 1992(dts)                    |

## XV rok pontyfikatu[p]
| Wyniesieni na ołtarze                                        | Data beatyfikacji         | Data kanonizacji                                |
| ------------------------------------------------------------ | ------------------------- | ----------------------------------------------- |
| 122 męczenników wojny domowej w Hiszpanii                    | 25 października 1992(dts) | —                                               |
| Krzysztof Magallanes Jara                                    | 22 listopada 1992(dts)    | 21 maja 2000(dts)                               |
| Maria od Jezusa Sakramentalnego Venegas                      | 22 listopada 1992(dts)    | 21 maja 2000(dts)                               |
| Jan Duns Szkot                                               | 20 marca 1993(dts)        | —                                               |
| Dina Belanger                                                | 20 marca 1993(dts)        | —                                               |
| Klaudyna Thévenet                                            | 4 października 1981(dts)  | 21 marca 1993(dts)                              |
| Teresa od Jezusa z Andów                                     | 3 kwietnia 1987(dts)      | 21 marca 1993(dts)                              |
| Stanisław Kazimierczyk                                       | 18 kwietnia 1993(dts)     | 17 października 2010(dts) (przez Benedykta XVI) |
| Ludwik z Casorii                                             | 18 kwietnia 1993(dts)     | 23 listopada 2014(dts) (przez Franciszka)       |
| Paula Montal                                                 | 18 kwietnia 1993(dts)     | 25 listopada 2001(dts)                          |
| Maria Angela Truszkowska                                     | 18 kwietnia 1993(dts)     | —                                               |
| Faustyna Kowalska                                            | 18 kwietnia 1993(dts)     | 30 kwietnia 2000(dts)                           |
| Maurycy Tornay                                               | 16 maja 1993(dts)         | —                                               |
| Maria Ludwika od Jezusa Trichet                              | 16 maja 1993(dts)         | —                                               |
| Kolumba Gabriel                                              | 16 maja 1993(dts)         | —                                               |
| Floryda Cevoli                                               | 16 maja 1993(dts)         | —                                               |
| Henryk de Ossó Cervelló                                      | 14 października 1979(dts) | 16 marca 1993(dts)                              |
| Józef Marello                                                | 26 września 1993(dts)     | 25 listopada 2001(dts)                          |
| Leonia Franciszka Aviat                                      | 27 września 1993(dts)     | 25 listopada 2001(dts)                          |
| Dydak Ventaja Milan, Bł. Emanuel Medina Olmos i 7 towarzyszy | 10 października 1993(dts) | —                                               |
| Piotr Poveda Castroverde                                     | 10 października 1993(dts) | —                                               |
| Wiktoria Díez Bustos de Molina                               | 10 października 1993(dts) | —                                               |
| Maria Franciszka Rubatto                                     | 10 października 1993(dts) | 15 maja 2022(dts) (przez Franciszka)            |
| Maria Krucyfiksa Satellico                                   | 10 października 1993(dts) | —                                               |

## XVI rok pontyfikatu[q]
| Wyniesieni na ołtarze | Data beatyfikacji     | Data kanonizacji  |
| --------------------- | --------------------- | ----------------- |
| Izydor Bakanja        | 24 kwietnia 1994(dts) | —                 |
| Elżbieta Canori Mora  | 24 kwietnia 1994(dts) | —                 |
| Joanna Beretta Molla  | 24 kwietnia 1994(dts) | 16 maja 2004(dts) |

## XVII rok pontyfikatu[r]
| Wyniesieni na ołtarze | Data beatyfikacji                     | Data kanonizacji                                |
| --- | ------------------------------------- | ----------------------------------------------- |
| Mikołaj Roland | 16 października 1994(dts)             | —                                               |
| Albert Hurtado Cruchaga | 16 października 1994(dts)             | 23 października 2005(dts) (przez Benedykta XVI) |
| Maria Rafols | 16 października 1994(dts)             | —                                               |
| Petra od św. Józefa Perez Florida                                                                                            | 16 października 1994(dts)             | —                                               |
| Józefina Vannini | 16 października 1994(dts)             | 13 października 2019(dts) (przez Franciszka)    |
| Magdalena Caterina Morano | 5 listopada 1994(dts)                 | —                                               |
| Jacek Maria Cormier | 5 listopada 1994(dts)                 | —                                               |
| Maria Poussepin | 20 listopada 1994(dts)                | —                                               |
| Agnieszka Galand | 20 listopada 1994(dts)                | —                                               |
| Eugenia Joubert | 20 listopada 1994(dts)                | —                                               |
| Klaudiusz Granzotto | 20 listopada 1994(dts)                | —                                               |
| Piotr To Rot | 17 stycznia 1995(dts)                 | —                                               |
| Maria od Krzyża MacKillop | 19 stycznia 1995(dts)                 | 17 października 2010(dts) (przez Benedykta XVI) |
| Józef Vaz | 21 stycznia 1995(dts)                 | 14 stycznia 2015(dts) (przez Franciszka)        |
| Rafał Guízar Valencia | 29 stycznia 1995(dts)                 | 15 października 2006(dts) (przez Benedykta XVI) |
| Modestino | 29 stycznia 1995(dts)                 | —                                               |
| Genowefa Torres Morales | 29 stycznia 1995(dts)                 | 4 maja 2003(dts)                                |
| Grimoaldo | 29 stycznia 1995(dts)                 | —                                               |
| Jan Nepomucen von Tschiderer                                                                                                 | 30 kwietnia 1995(dts)                 | —                                               |
| Augustyn Roscelli | 7 maja 1995(dts)                      | 10 czerwca 2001(dts)                            |
| Maria Alvarado Cardozo | 7 maja 1995(dts)                      | —                                               |
| Helena Maria Stollenwerk | 7 maja 1995(dts)                      | —                                               |
| Maria Domenica Brun Barbantini                                                                                               | 7 maja 1995(dts)                      | —                                               |
| Józefina Gabriela Bonino | 7 maja 1995(dts)                      | —                                               |
| Jan Sarkander | 6 maja 1860(dts) (przez Piusa IX)     | 21 maja 1995(dts)                               |
| Zdzisława Czeska | 28 sierpnia 1907(dts) (przez Piusa X) | 21 maja 1995(dts)                               |
| Piotr Casani | 4 czerwca 1995(dts)                   | —                                               |
| Marek Križ | 15 stycznia 1905(dts) (przez Piusa X) | 2 lipca 1995(dts)                               |
| Stefan Pongracz | 15 stycznia 1905(dts) (przez Piusa X) | 2 lipca 1995(dts)                               |
| Melchior Grodziecki | 15 stycznia 1905(dts) (przez Piusa X) | 2 lipca 1995(dts)                               |
| 109 męczenników (64 męczenników rewolucji francuskiej – Męczennicy z La Rochelle i 45 męczenników wojny domowej w Hiszpanii) | 1 października 1995(dts)              | —                                               |
| Anzelm Polanco Fontecha | 1 października 1995(dts)              | —                                               |
| Filip Ripoll Morata | 1 października 1995(dts)              | —                                               |

## XVIII rok pontyfikatu[s]
| Wyniesieni na ołtarze             | Data beatyfikacji                          | Data kanonizacji                                |
| --------------------------------- | ------------------------------------------ | ----------------------------------------------- |
| Maria Teresa Scherer              | 29 października 1995(dts)                  | —                                               |
| Maria Bernarda Bütler             | 29 października 1995(dts)                  | 12 października 2008(dts) (przez Benedykta XVI) |
| Małgorzata Bays                   | 29 października 1995(dts)                  | 13 października 2019(dts) (przez Franciszka)    |
| Eugeniusz de Mazenod              | 19 października 1975(dts) (przez Pawła VI) | 3 grudnia 1995(dts)                             |
| Daniel Comboni                    | 17 marca 1996(dts)                         | 5 października 2003(dts)                        |
| Gwidon Maria Conforti             | 17 marca 1996(dts)                         | 23 października 2011(dts) (przez Benedykta XVI) |
| Alfred Ildefons Schuster          | 12 maja 1996(dts)                          | —                                               |
| Filip Smaldone                    | 12 maja 1996(dts)                          | 15 października 2006(dts) (przez Benedykta XVI) |
| January Maria Sarnelli            | 12 maja 1996(dts)                          | —                                               |
| Kandyda Maria od Jezusa           | 12 maja 1996(dts)                          | 17 października 2010(dts) (przez Benedykta XVI) |
| Maria Raffaella Cimatti           | 12 maja 1996(dts)                          | —                                               |
| Maria Antonia Bandres             | 12 maja 1996(dts)                          | —                                               |
| Jan Gabriel Perboyre              | 10 listopada 1840(dts) (przez Leona XIII)  | 2 czerwca 1996(dts)                             |
| Idzi Maria od św. Józefa Postillo | 5 lutego 1888(dts) (przez Leona XIII)      | 2 czerwca 1996(dts)                             |
| Jan Grande Román                  | 13 listopada 1853(dts) (przez Piusa IX)    | 2 czerwca 1996(dts)                             |
| Bernard Lichtenberg               | 23 czerwca 1996(dts)                       | —                                               |
| Karol Leisner                     | 23 czerwca 1996(dts)                       | —                                               |
| Edmund Rice                       | 6 października 1996(dts)                   | —                                               |
| Maria Ana Mogas Fontcuberta       | 6 października 1996(dts)                   | —                                               |
| Marcelina Darowska                | 6 października 1996(dts)                   | —                                               |
| Męczennicy z Pratulina            | 6 października 1996(dts)                   | —                                               |
| Otto Neururer                     | 6 października 1996(dts)                   | —                                               |
| Jakub Gapp                        | 6 października 1996(dts)                   | —                                               |
| Katarzyna Jarrige                 | 6 października 1996(dts)                   | —                                               |

## XIX rok pontyfikatu[t]
| Wyniesieni na ołtarze        | Data beatyfikacji                                                | Data kanonizacji                                |
| ---------------------------- | ---------------------------------------------------------------- | ----------------------------------------------- |
| Florentyn Asensio Barroso    | 4 maja 1997(dts)                                                 | —                                               |
| Zefiryn Giménez Malla        | 4 maja 1997(dts)                                                 | —                                               |
| Kajetan Catanoso             | 4 maja 1997(dts)                                                 | 23 października 2005(dts) (przez Benedykta XVI) |
| Henryk Rebuschini            | 4 maja 1997(dts)                                                 | —                                               |
| Maria Encarnacion Rosal      | 4 maja 1997(dts)                                                 | —                                               |
| Bernardyna Maria Jabłońska   | 6 czerwca 1997(dts)                                              | —                                               |
| Maria Karłowska              | 6 czerwca 1997(dts)                                              | —                                               |
| Jadwiga Andegaweńska         | 31 maja 1979(dts)                                                | 8 czerwca 1997(dts)                             |
| Jan z Dukli                  | 23 stycznia 1733(dts) (zatwierdzenie kultu) (przez Klemensa XII) | 10 czerwca 1997(dts)                            |
| Antoine-Frédéric Ozanam      | 22 sierpnia 1997(dts)                                            | —                                               |
| Bartłomiej Maria Dal Monte   | 27 września 1997(dts)                                            | —                                               |
| Eliasz Nieves Castillo       | 12 października 1997(dts)                                        | —                                               |
| Jan Chrzciciel Piamarta      | 12 października 1997(dts)                                        | 21 października 2012(dts) (przez Benedykta XVI) |
| Dominik Lentini              | 12 października 1997(dts)                                        | —                                               |
| Maria od Jezusa d’Oultremont | 12 października 1997(dts)                                        | —                                               |
| Maria Teresa Fasce           | 12 października 1997(dts)                                        | —                                               |

## XX rok pontyfikatu[u]
| Wyniesieni na ołtarze                  | Data beatyfikacji        | Data kanonizacji                                |
| -------------------------------------- | ------------------------ | ----------------------------------------------- |
| Vilmos Apor                            | 9 listopada 1997(dts)    | —                                               |
| Jan Chrzciciel Scalabrini              | 9 listopada 1997(dts)    | 9 października 2022(dts) (przez Franciszka)     |
| Maria Wincencja od św. Doroty          | 9 listopada 1997(dts)    | —                                               |
| Eugeniusz Bosiłkow                     | 15 marca 1998(dts)       | —                                               |
| Brygida od Jezusa                      | 15 marca 1998(dts)       | —                                               |
| Maria Sallés                           | 15 marca 1998(dts)       | 21 października 2012(dts) (przez Benedykta XVI) |
| Cyprian Michał Iwene Tansi             | 22 marca 1998(dts)       | —                                               |
| 11 mnichów hiszpańskich                | 10 maja 1998(dts)        | —                                               |
| Franciszka Aldea Araujo                | 10 maja 1998(dts)        | —                                               |
| Maria Maravillas od Jezusa             | 10 maja 1998(dts)        | 4 maja 2003(dts)                                |
| Maria Sagrario od św. Alojzego Gonzagi | 10 maja 1998(dts)        | —                                               |
| Rita Dolores Pujalte Sanchez           | 10 maja 1998(dts)        | —                                               |
| Nimatullah al-Hardini                  | 10 maja 1998(dts)        | 16 maja 2004(dts)                               |
| Sekundyn Pollo                         | 23 maja 1998(dts)        | —                                               |
| Eliasz Nieves Castillo                 | 24 maja 1998(dts)        | —                                               |
| Teresa Bracco                          | 24 maja 1998(dts)        | —                                               |
| Jan Maria Boccardo                     | 24 maja 1998(dts)        | —                                               |
| Teresa Grillo Michel                   | 24 maja 1998(dts)        | —                                               |
| Maria Restytuta Kafka                  | 21 czerwca 1998(dts)     | —                                               |
| Jakub Kern                             | 21 czerwca 1998(dts)     | —                                               |
| Antoni Maria Schwartz                  | 21 czerwca 1998(dts)     | —                                               |
| Józef Tovini                           | 20 września 1998(dts)    | —                                               |
| Alojzy Wiktor Stepinac                 | 3 października 1998(dts) | —                                               |
| Edyta Stein                            | 1 maja 1987(dts)         | 1 października 1998(dts)                        |

## XXI rok pontyfikatu[v]
| Wyniesieni na ołtarze                   | Data beatyfikacji                            | Data kanonizacji                                |
| --------------------------------------- | -------------------------------------------- | ----------------------------------------------- |
| Zefiryn Agostini                        | 25 października 1998(dts)                    | —                                               |
| Antoni od św. Anny Galvão               | 25 października 1998(dts)                    | 11 maja 2007(dts) (przez Benedykta XVI)         |
| Faustyn Míguez                          | 25 października 1998(dts)                    | 15 października 2017(dts) (przez Franciszka)    |
| Teodora Guérin                          | 25 października 1998(dts)                    | 15 października 2006(dts) (przez Benedykta XVI) |
| Wicenty Soler i jego sześciu towarzyszy | 7 marca 1999(dts)                            | —                                               |
| Emanuel Martin Sierra                   | 7 marca 1999(dts)                            | —                                               |
| Mikołaj Barré                           | 7 marca 1999(dts)                            | —                                               |
| Anna Schäffer                           | 7 marca 1999(dts)                            | 21 października 2012(dts) (przez Benedykta XVI) |
| Marcelin Champagnat                     | 29 maja 1955(dts) (przez Piusa XII)          | 18 kwietnia 1999(dts)                           |
| Jan Calabria                            | 17 kwietnia 1988(dts)                        | 18 kwietnia 1999(dts)                           |
| Augustyna Pietrantoni                   | 17 października 1971(dts) (przez Pawła VI)   | 18 kwietnia 1999(dts)                           |
| Pio z Pietrelciny                       | 2 maja 1999(dts)                             | 16 czerwca 2002(dts)                            |
| Stefan Wincenty Frelichowski            | 7 czerwca 1999(dts)                          | —                                               |
| 108 błogosławionych męczenników         | 13 czerwca 1999(dts)                         | —                                               |
| Regina Protmann                         | 13 czerwca 1999(dts)                         | —                                               |
| Edmund Bojanowski                       | 13 czerwca 1999(dts)                         | —                                               |
| Kinga (Kunegunda)                       | 10 czerwca 1690(dts) (przez Aleksandra VIII) | 16 czerwca 1999(dts)                            |
| Antoni Marcin Slomšek                   | 19 września 1999(dts)                        | —                                               |
| Ferdynand Maria Baccilieri              | 3 października 1999(dts)                     | —                                               |
| Edward Maria Jan Poppe                  | 3 października 1999(dts)                     | —                                               |
| Archanioł Tadini                        | 3 października 1999(dts)                     | 26 kwietnia 2009(dts) (przez Benedykta XVI)     |
| Marian z Roccacasale                    | 3 października 1999(dts)                     | —                                               |
| Dydak Oddi                              | 3 października 1999(dts)                     | —                                               |

## XXII rok pontyfikatu[w]
| Wyniesieni na ołtarze                                                                                      | Data beatyfikacji                     | Data kanonizacji                                |
| --- | ------------------------------------- | ----------------------------------------------- |
| Benedykt Menni                                                                                             | 23 maja 1985(dts)                     | 21 listopada 1999(dts)                          |
| Tomasz z Cori                                                                                              | 3 września 1786(dts) (przez Piusa VI) | 21 listopada 1999(dts)                          |
| Męczennicy z Astorii: Cyryl Bertram                                                                        | 29 kwietnia 1990(dts)                 | 21 listopada 1999(dts)                          |
| Anicent Adolf                                                                                              | 29 kwietnia 1990(dts)                 | 21 listopada 1999(dts)                          |
| August Andrzej                                                                                             | 29 kwietnia 1990(dts)                 | 21 listopada 1999(dts)                          |
| Benedykt od Jezusa                                                                                         | 29 kwietnia 1990(dts)                 | 21 listopada 1999(dts)                          |
| Beniamin Julian                                                                                            | 29 kwietnia 1990(dts)                 | 21 listopada 1999(dts)                          |
| Julian Alfred                                                                                              | 29 kwietnia 1990(dts)                 | 21 listopada 1999(dts)                          |
| Marcin Józef                                                                                               | 29 kwietnia 1990(dts)                 | 21 listopada 1999(dts)                          |
| Innocenty od Niepokalanego Poczęcia                                                                        | 29 kwietnia 1990(dts)                 | 21 listopada 1999(dts)                          |
| Wiktorian Pius                                                                                             | 29 kwietnia 1990(dts)                 | 21 listopada 1999(dts)                          |
| Jakub Hilary Barbal Cosan                                                                                  | 29 kwietnia 1990(dts)                 | 21 listopada 1999(dts)                          |
| Andrzej de Soveral (Andre de Soveral), Ambroży Franciszek Ferro (Ambrosio Francisco Ferro i 28 Towarzyszy) | 5 marca 2000(dts)                     | 15 października 2017(dts) (przez Franciszka)    |
| Mikołaj Bunkerd Kitbamrung                                                                                 | 5 marca 2000(dts)                     | —                                               |
| 11 męczennic z Nowogródka                                                                                  | 5 marca 2000(dts)                     | —                                               |
| Piotr Calungsod                                                                                            | 5 marca 2000(dts)                     | 21 października 2012(dts) (przez Benedykta XVI) |
| Andrzej z Phú Yên                                                                                          | 5 marca 2000(dts)                     | —                                               |
| Marian Jezus Euse Hoyos                                                                                    | 9 kwietnia 2000(dts)                  | —                                               |
| Franciszek Ksawery Seelos                                                                                  | 9 kwietnia 2000(dts)                  | —                                               |
| Anna Róża Gattorno                                                                                         | 9 kwietnia 2000(dts)                  | —                                               |
| Maria Elżbieta Hesselblad                                                                                  | 9 kwietnia 2000(dts)                  | 5 czerwca 2016(dts) (przez Franciszka)          |
| Maria Teresa Chiramel Mankidiyan                                                                           | 9 kwietnia 2000(dts)                  | 13 października 2019(dts) (przez Franciszka)    |
| Faustyna Kowalska                                                                                          | 18 kwietnia 1993(dts)                 | 30 kwietnia 2000(dts)                           |
| Franciszek i Hiacynta Marto                                                                                | 13 maja 2000(dts)                     | 13 maja 2017(dts) (przez Franciszka)            |
| Krzysztof Magallanes Jara i 24 towarzyszy                                                                  | 22 listopada 1992(dts)                | 21 maja 2000(dts)                               |
| Józef Maria de Yermo y Parres                                                                              | 6 maja 1990(dts)                      | 21 maja 2000(dts)                               |
| Maria od Jezusa Sakramentalnego Venegas                                                                    | 22 listopada 1992(dts)                | 21 maja 2000(dts)                               |
| Pius IX | 3 września 2000(dts)                  | —                                               |
| Jan XXIII                                                                                                  | 3 września 2000(dts)                  | 27 kwietnia 2014(dts) (przez Franciszka)        |
| Tomasz Reggio                                                                                              | 3 września 2000(dts)                  | —                                               |
| Wilhelm Józef Chaminade                                                                                    | 3 września 2000(dts)                  | —                                               |
| Augustyn Zhao Rong i 119 Towarzyszy (120 męczenników chińskich)                                            | 27 maja 1900(dts) (przez Leona XIII)  | 1 października 2000(dts)                        |
| Maria Józefa od Serca Jezusowego                                                                           | 27 września 1992(dts)                 | 1 października 2000(dts)                        |
| Katarzyna Maria Drexel                                                                                     | 20 listopada 1988(dts)                | 1 października 2000(dts)                        |
| Józefina Bakhita                                                                                           | 17 maja 1992(dts)                     | 1 października 2000(dts)                        |

## XXIII rok pontyfikatu[x]
| Wyniesieni na ołtarze                                                     | Data beatyfikacji                           | Data kanonizacji                                |
| ------------------------------------------------------------------------- | ------------------------------------------- | ----------------------------------------------- |
| Józef Aparicio Sanz i 232 towarzyszy Męczennicy wojny domowej w Hiszpanii | 11 marca 2001(dts)                          | —                                               |
| Emanuel González García                                                   | 29 kwietnia 2001(dts)                       | 16 października 2016(dts) (przez Franciszka)    |
| Maria Anna Blondin                                                        | 29 kwietnia 2001(dts)                       | —                                               |
| Katarzyna Volpicelli                                                      | 29 kwietnia 2001(dts)                       | 26 kwietnia 2009(dts) (przez Benedykta XVI)     |
| Katarzyna Cittadini                                                       | 29 kwietnia 2001(dts)                       | —                                               |
| Karol Emanuel Cecilio Rodríguez Santiago                                  | 29 kwietnia 2001(dts)                       | —                                               |
| Jerzy Preca                                                               | 9 maja 2001(dts)                            | 3 czerwca 2007(dts) (przez Benedykta XVI)       |
| Ignacy Falzon                                                             | 9 maja 2001(dts)                            | —                                               |
| Maria Adeodata Pisani                                                     | 9 maja 2001(dts)                            | —                                               |
| Alojzy Scrosoppi                                                          | 4 października 1981(dts)                    | 10 czerwca 2001(dts)                            |
| Augustyn Roscelli                                                         | 7 maja 1995(dts)                            | 10 czerwca 2001(dts)                            |
| Bernard z Corleone                                                        | 29 kwietnia 1768(dts) (przez Klemensa XIII) | 10 czerwca 2001(dts)                            |
| Teresa Eustochio Verzeri                                                  | 27 października 1946(dts) (przez Piusa XII) | 10 czerwca 2001(dts)                            |
| Rebeka Chobok Ar-Rajes                                                    | 17 listopada 1985(dts)                      | 10 czerwca 2001(dts)                            |
| Józef Bilczewski                                                          | 26 czerwca 2001(dts)                        | 23 października 2005(dts) (przez Benedykta XVI) |
| Zygmunt Gorazdowski                                                       | 26 czerwca 2001(dts)                        | 23 października 2005(dts) (przez Benedykta XVI) |
| Mikołaj Czarnecki i 26 towarzyszy (nowomęczennicy greckokatoliccy)        | 27 czerwca 2001(dts)                        | —                                               |
| Michalina Jozafata Hordaszewska                                           | 27 czerwca 2001(dts)                        | —                                               |
| Ignacy Maloyan                                                            | 7 października 2001(dts)                    | —                                               |
| Mikołaj Gross                                                             | 7 października 2001(dts)                    | —                                               |
| Alfons Maria Fusco                                                        | 7 października 2001(dts)                    | 16 października 2016(dts) (przez Franciszka)    |
| Tomasz Maria Fusco                                                        | 7 października 2001(dts)                    | —                                               |
| Emilia Tavernier Gamelin                                                  | 7 października 2001(dts)                    | —                                               |
| Anna Eugenia Picco                                                        | 7 października 2001(dts)                    | —                                               |
| Maria Euthymia Üffing                                                     | 7 października 2001(dts)                    | —                                               |

## XXIV rok pontyfikatu[z]
| Wyniesieni na ołtarze                        | Data beatyfikacji                           | Data kanonizacji                                |
| -------------------------------------------- | ------------------------------------------- | ----------------------------------------------- |
| Alojzy Beltrame Quattrocchi i Maria Corsini  | 21 października 2001(dts)                   | —                                               |
| Paweł Piotr Gojdič                           | 4 listopada 2001(dts)                       | —                                               |
| Metody Dominik Trčka                         | 4 listopada 2001(dts)                       | —                                               |
| Bartłomiej Fernandes od Męczenników          | 4 listopada 2001(dts)                       | 5 lipca 2019(dts) (przez Franciszka)            |
| Jan Antoni Farina                            | 4 listopada 2001(dts)                       | 23 listopada 2014(dts) (przez Franciszka)       |
| Alojzy Tezza                                 | 4 listopada 2001(dts)                       | —                                               |
| Paweł Manna                                  | 4 listopada 2001(dts)                       | —                                               |
| Kajetana Sterni                              | 4 listopada 2001(dts)                       | —                                               |
| Maria Pilar Izquierdo Albero                 | 4 listopada 2001(dts)                       | —                                               |
| Józef Marello                                | 26 września 1993(dts)                       | 25 listopada 2001(dts)                          |
| Maria Krescencja Höss                        | 7 października 1900(dts) (przez Leona XIII) | 25 listopada 2001(dts)                          |
| Paula Montal                                 | 18 kwietnia 1993(dts)                       | 25 listopada 2001(dts)                          |
| Leonia Franciszka Aviat                      | 27 września 1992(dts)                       | 25 listopada 2001(dts)                          |
| Maria del Transito od Jezusa Sakramentalnego | 14 kwietnia 2002(dts)                       | —                                               |
| Kajetan Kosma Damian Errico                  | 14 kwietnia 2002(dts)                       | 12 października 2008(dts) (przez Benedykta XVI) |
| Ludwik Pavoni                                | 14 kwietnia 2002(dts)                       | 16 października 2016(dts) (przez Franciszka)    |
| Artemide Zatti                               | 14 kwietnia 2002(dts)                       | 9 października 2022(dts) (przez Franciszka)     |
| Maria Romero Meneses                         | 14 kwietnia 2002(dts)                       | —                                               |
| Alojzy Variara                               | 14 kwietnia 2002(dts)                       | —                                               |
| Ignacy z Santhià                             | 17 kwietnia 1966(dts)                       | 19 maja 2002(dts)                               |
| Benedykta Cambiagio Frassinelli              | 10 maja 1987(dts)                           | 19 maja 2002(dts)                               |
| Alfons de Orozco                             | 15 stycznia 1882(dts) (przez Leona XIII)    | 19 maja 2002(dts)                               |
| Humilis z Bisignano                          | 29 stycznia 1882(dts) (przez Leona XIII)    | 19 maja 2002(dts)                               |
| Paulina od Serca Jezusa                      | 18 października 1991(dts)                   | 19 maja 2002(dts)                               |
| Kamen Wiczew                                 | 26 maja 2002(dts)                           | —                                               |
| Paweł Dżidżow                                | 26 maja 2002(dts)                           | —                                               |

## XXV rok pontyfikatu[aa]
| Wyniesieni na ołtarze                              | Data beatyfikacji                          | Data kanonizacji                                |
| -------------------------------------------------- | ------------------------------------------ | ----------------------------------------------- |
| Jozafat Sziszkow                                   | 20 listopada 2002(dts)                     | —                                               |
| Pio z Pietrelciny                                  | 2 maja 1999(dts)                           | 16 czerwca 2002(dts)                            |
| Piotr od św. Józefa de Betancur                    | 22 czerwca 1980(dts)                       | 30 lipca 2002(dts)                              |
| Juan Diego                                         | 6 maja 1990(dts)                           | 31 lipca 2002(dts)                              |
| Jan Chrzciciel                                     | 1 sierpnia 2002(dts)                       | —                                               |
| Hiacynt od Aniołów                                 | 1 sierpnia 2002(dts)                       | —                                               |
| Jan Balicki                                        | 18 sierpnia 2002(dts)                      | —                                               |
| Jan Beyzym                                         | 18 sierpnia 2002(dts)                      | —                                               |
| Zygmunt Szczęsny Feliński                          | 18 sierpnia 2002(dts)                      | 11 października 2009(dts) (przez Benedykta XVI) |
| Sancja Szymkowiak                                  | 18 sierpnia 2002(dts)                      | —                                               |
| Josemaría Escrivá de Balaguer                      | 17 maja 1992(dts)                          | 6 października 2002(dts)                        |
| Helena Maria de Chappotin (Maria od Męki Pańskiej) | 20 października 2002(dts)                  | —                                               |
| Marek Antoni Durando                               | 20 października 2002(dts)                  | —                                               |
| Andrzej Jacek Longhin                              | 20 października 2002(dts)                  | —                                               |
| Liduina Meneguzzi                                  | 20 października 2002(dts)                  | —                                               |
| Daudi Okelo                                        | 20 października 2002(dts)                  | —                                               |
| Gildas Irwa                                        | 20 października 2002(dts)                  | —                                               |
| Władysław Batthyány-Strattmann                     | 23 marca 2003(dts)                         | —                                               |
| María Caridad Brader                               | 23 marca 2003(dts)                         | —                                               |
| Piotr Bonhomme                                     | 23 marca 2003(dts)                         | —                                               |
| Joanna María Condesa Lluch                         | 23 marca 2003(dts)                         | —                                               |
| María Dolores Rodríguez Sopeña Ortega              | 23 marca 2003(dts)                         | —                                               |
| Jakub Alberione                                    | 27 kwietnia 2003(dts)                      | —                                               |
| Maria Krystyna Brando                              | 27 kwietnia 2003(dts)                      | 17 maja 2015(dts) (przez Franciszka)            |
| Marek z Aviano                                     | 27 kwietnia 2003(dts)                      | —                                               |
| Maria Dominika Mantovani                           | 27 kwietnia 2003(dts)                      | 15 maja 2022(dts) (przez Franciszka)            |
| Eugenia Ravasco                                    | 27 kwietnia 2003(dts)                      | —                                               |
| Julia Salzano                                      | 27 kwietnia 2003(dts)                      | 17 października 2010(dts) (przez Benedykta XVI) |
| Aniela od Krzyża Guerrero González                 | 5 listopada 1982(dts)                      | 4 maja 2003(dts)                                |
| Józef Maria Rubio Peralta                          | 6 października 1985(dts)                   | 4 maja 2003(dts)                                |
| Maria Maravillas od Jezusa                         | 10 maja 1998(dts)                          | 4 maja 2003(dts)                                |
| Piotr Poveda Castroverde                           | 10 października 1993(dts)                  | 4 maja 2003(dts)                                |
| Genowefa Torres Morales                            | 29 stycznia 1995(dts)                      | 4 maja 2003(dts)                                |
| Wirginia Centurione Bracelli                       | 22 września 1985(dts)                      | 18 maja 2003(dts)                               |
| Maria De Mattias                                   | 1 października 1950(dts) (przez Piusa XII) | 18 maja 2003(dts)                               |
| Urszula Ledóchowska                                | 20 czerwca 1983(dts)                       | 18 maja 2003(dts)                               |
| Józef Sebastian Pelczar                            | 2 czerwca 1991(dts)                        | 18 maja 2003(dts)                               |
| Maria od Jezusa Ukrzyżowanego Petković             | 6 czerwca 2003(dts)                        | —                                               |
| Iwan Merz                                          | 22 czerwca 2003(dts)                       | —                                               |
| Bazyli Hopko                                       | 14 września 2003(dts)                      | —                                               |
| Zdenka Schelingová                                 | 14 września 2003(dts)                      | —                                               |
| Arnold Janssen                                     | 19 października 1975(dts) (przez Pawła VI) | 5 października 2003(dts)                        |
| Józef Freinademetz                                 | 19 października 1975(dts) (przez Pawła VI) | 5 października 2003(dts)                        |
| Daniel Comboni                                     | 17 marca 1996(dts)                         | 5 października 2003(dts)                        |

## XXVI rok pontyfikatu[ab]
| Wyniesieni na ołtarze                 | Data beatyfikacji                   | Data kanonizacji                                |
| ------------------------------------- | ----------------------------------- | ----------------------------------------------- |
| Matka Teresa z Kalkuty                | 19 października 2003(dts)           | 4 września 2016(dts) (przez Franciszka)         |
| Alojzy Maria Monti                    | 9 listopada 2003(dts)               | —                                               |
| Walentyn Paquay                       | 9 listopada 2003(dts)               | —                                               |
| Bonifacja Rodríguez Castro            | 9 listopada 2003(dts)               | 23 października 2011(dts) (przez Benedykta XVI) |
| Rozalia Rendu                         | 9 listopada 2003(dts)               | —                                               |
| Jan Nepomucen Zegrí Moreno            | 9 listopada 2003(dts)               | —                                               |
| Maria Kandyda od Eucharystii          | 21 marca 2004(dts)                  | —                                               |
| Piedad od Krzyża                      | 21 marca 2004(dts)                  | —                                               |
| Matylda od Najświętszego Serca Jezusa | 21 marca 2004(dts)                  | —                                               |
| Alojzy Talamoni                       | 21 marca 2004(dts)                  | —                                               |
| Aleksandrina Maria da Costa           | 25 marca 2004(dts)                  | —                                               |
| August Franciszek Czartoryski         | 25 marca 2004(dts)                  | —                                               |
| María Guadalupe García Zavala         | 25 marca 2004(dts)                  | 12 maja 2013(dts) (przez Franciszka)            |
| Laura Montoya                         | 25 marca 2004(dts)                  | 12 maja 2013(dts) (przez Franciszka)            |
| Euzebia Palomino Yenes                | 25 marca 2004(dts)                  | —                                               |
| Nemezja Valle                         | 25 marca 2004(dts)                  | —                                               |
| Joanna Beretta Molla                  | 24 kwietnia 1994(dts)               | 16 maja 2004(dts)                               |
| Paula Elżbieta Cerioli                | 19 maja 1950(dts) (przez Piusa XII) | 16 maja 2004(dts)                               |
| Hannibal Maria Di Francia             | 7 października 1990(dts)            | 16 maja 2004(dts)                               |
| Nimatullah al-Hardini                 | 10 maja 1998(dts)                   | 16 maja 2004(dts)                               |
| Józef Manyanet i Vives                | 25 stycznia 1984(dts)               | 16 maja 2004(dts)                               |
| Alojzy Orione                         | 26 października 1980(dts)           | 16 maja 2004(dts)                               |
| Albert Marvelli                       | 5 sierpnia 2004(dts)                | —                                               |
| Józefina Suriano                      | 5 sierpnia 2004(dts)                | —                                               |
| Pere Tarrés Claret                    | 5 sierpnia 2004(dts)                | —                                               |
| Józef Maria Cassant                   | 3 września 2004(dts)                | —                                               |
| Maria Ludwika De Angelis              | 3 września 2004(dts)                | —                                               |
| Anna Katarzyna Emmerich               | 3 września 2004(dts)                | —                                               |
| Karol I Habsburg                      | 3 września 2004(dts)                | —                                               |
| Piotr Vigne                           | 3 września 2004(dts)                | —                                               |